# 日本神経感染症学会
日本神経感染症学会（にほんしんけいかんせんしょうがっかい、英語: Japanese Society for Neuroinfectious Diseases）は、神経感染症に関わる調査・研究をおこなっている学術団体。神経内科学、感染症学、小児神経学等に関する論文・人材育成など幅広い活動を行っている。

## 主な活動
- 年次研究集会「日本神経感染症学会」の開催
- 学会誌（NEUROINFECTION）の発行
- 本会の目的に必要な調査・研究・知識普及などの事業

## 沿革
- 1996年 - 第1回 日本神経感染症研究会を開催

## 歴代理事長
- 初代 - 高須俊明
- 2代 - 庄司紘史
- 3代 - 水澤英洋
- 4代 - 亀井聡
- 5代 - 山田正仁
- 6代 - 細矢光亮[1] 2021年4月 ~

## 学会賞
非公開

## 学会誌
- 『NEUROINFECTION』

## 年会費
- 一般会員（学生） 5,000円
- 一般会員（医師、医学者） 7,000円
- 評議員 9,000円
- 理事・監事会員 10,000円
- 賛助会員1口 50,000円以上